# Магнолія (Нью-Джерсі)
Магнолія (англ. Magnolia) — місто (англ. borough) в США, в окрузі Кемден штату Нью-Джерсі. Населення — 4352 особи (2020).

## Географія
Магнолія розташована за координатами 39°51′22″ пн. ш. 75°2′11″ зх. д. / 39.85611° пн. ш. 75.03639° зх. д. (39.856184, -75.036471).  За даними Бюро перепису населення США в 2010 році місто мало площу 2,51 км², уся площа — суходіл.

## Демографія
Згідно з переписом 2010 року, у селищі мешкала 4341 особа в 1710 домогосподарствах у складі 1148 родин. Було 1850 помешкань
Расовий склад населення:
| - 74,7 % — білих - 18,3 % — чорних або афроамериканців - 1,9 % — азіатів - 0,3 % — корінних американців - 2,2 % — осіб інших рас |

До двох чи більше рас належало 2,6 %. Частка іспаномовних становила 7,8 % від усіх жителів.
За віковим діапазоном населення розподілялося таким чином: 21,8 % — особи молодші 18 років, 66,0 % — особи у віці 18—64 років, 12,2 % — особи у віці 65 років та старші. Медіана віку мешканця становила 38,3 року. На 100 осіб жіночої статі у селищі припадало 93,6 чоловіків;  на 100 жінок у віці від 18 років та старших — 90,8 чоловіків також старших 18 років.
Середній дохід на одне домашнє господарство  становив 64 929 доларів США (медіана — 57 883), а середній дохід на одну сім'ю — 73 686 доларів (медіана — 67 043). Медіана доходів становила 52 383 долари для чоловіків та 43 277 доларів для жінок. За межею бідності перебувало 12,8 % осіб, у тому числі 28,1 % дітей у віці до 18 років та 4,6 % осіб у віці 65 років та старших.
Цивільне працевлаштоване населення становило 2297 осіб. Основні галузі зайнятості: освіта, охорона здоров'я та соціальна допомога — 23,6 %, роздрібна торгівля — 14,5 %, мистецтво, розваги та відпочинок — 11,6 %, транспорт — 9,4 %.